# 쿰라 (스웨덴)

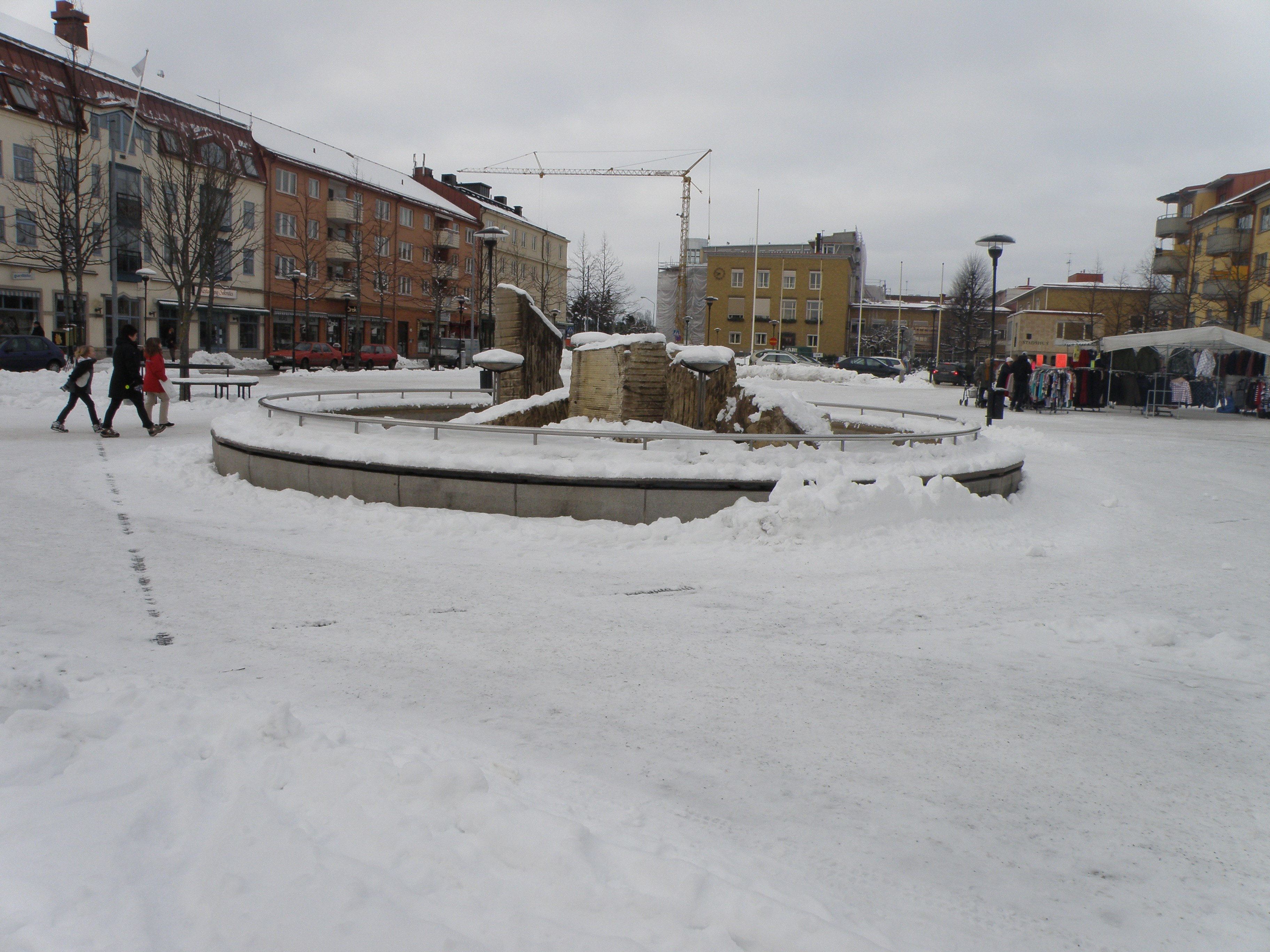
쿰라

쿰라(Kumla)는 스웨덴 외레브로주에 위치한 도시이다. 인구는 14,062명이다.